# هوگو اردمان
هوگو اردمان ([Edelgas] Error: {{Lang}}: متن دارای نشانه‌گذاری ایتالیک است (راهنما)؛ ۸ مهٔ ۱۸۶۲ – ۲۵ ژوئن ۱۹۱۰) یک شیمی‌دان اهل آلمان بود.